# Night & Day (álbum de The Vamps)
Night & Day es el tercer y cuarto álbum de estudio lanzado por banda de pop rock británica The Vamps, inicialmente lanzado como la version "Night" el 14 de julio de 2017. Citado como álbum conceptual por la banda, Night & Day se decidió publicar como un álbum doble, con la version "Day" lanzada el 13 de julio de 2018. El álbum estuvo precedido por la liberación de los sencillos "All Night" y "Middle of the Night", e incluye colaboraciones con Matoma, Martin Jensen, Mike Perry, Sabrina Carpenter y Joe Don Rooney.
Previo al lanzamiento del álbum, la pista que cierra el álbum, "Stay", la habían estrenado durante el Wake Up World Tour de la banda. Para apoyar el álbum, la banda emprendió dos giras del Reino Unido. El primero, el Middle of the Night Tour, tuvo lugar en arenas a través del país entre abril y mayo de 2017. Durante el primer espectáculo el 28 de abril, el título y fecha de lanzamiento del álbum (14 de julio de 2017) fue oficialmente confirmado. Durante la gira, la banda interpretó "Hands", "Paper Hearts", "Shades On" y "Middle of the Night" en vivo por primera vez, así como estrenar una canción no lanzada anteriormente, "Time is Not on Our Side". Una segunda gira, conocido como el Night & Day Showcase, tuvo lugar durante las primeras dos semanas de julio, precediendo el lanzamiento del álbum. Durante el espectáculo, la banda interpretó todas las diez canciones de la edición "Night" del álbum.
El álbum debutó en número 1 en el Chart de Álbumes del Reino Unido, marcando el primer álbum número uno de la banda, y sacando del puesto ÷ de Ed Sheeran esa semana. 
La versión "Day" oficialmente será lanzada el 13 de julio de 2018. Originalmente estaba previsto lanzarse en diciembre de 2017, y por ser la fecha muy cercana al lanzamiento del álbum original, y la banda queriendo promocionar más el álbum se atrasó a julio de 2018. El 10 de abril de 2018, junto al anuncio del álbum, la fecha confirmada para el lanzamiento fue del 20 de julio de 2018, pero, por motivos desconocidos se adelanto una semana al 13 de julio.

## Formatos
El 3 de mayo de 2017, la banda posteo un vídeo en sus redes sociales que detallan varios formatos del álbum las cuales se podrían pre-ordenar a partir del 5 mayo. Las versiones disponibles son:
- Night & Day (8 canciones)
- Night Edition / Brad Edition (2 canciones adicionales + DVD "Wake Up World Tour: Live at the O2 Arena" + Poster de Brad) (También disponible digitalmente)
- James Edition (2 canciones exclusivas + Póster de James)
- Connor Edition (2 canciones exclusivas + Póster de Connor)
- Tristan Edition (2 canciones exclusivas + Póster de Tristan)
- Paquete de Coleccionista (4 versiones del álbum firmadas por los miembros de la banda + Código de preventa para la gira Night & Day Showcase)

Una versión vinilo se lanzó el 15 de agosto.
El 10 de abril de 2018 la banda confirmó el lanzamiento de la versión "Day", los formatos son los siguientes
- Day Edition (10 canciones nuevas + 8 temas de la versión estándar de Night & Day + DVD "Middle of the Night Tour: Live from the O2")
- Brad Edition (7 canciones + 3 canciones exclusivas + 8 temas de la versión estándar de Night & Day)
- James Edition (7 canciones + 3 canciones exclusivas + 8 temas de la versión estándar de Night & Day)
- Connor Edition (7 canciones + 3 canciones exclusivas + 8 temas de la versión estándar de Night & Day)
- Tristan Edition (7 canciones + 3 canciones exclusivas + 8 temas de la versión estándar de Night & Day)
- Paquete (Las 5 versiones del álbum + Código de preventa para la gira de 2019)

## Sencillos

### Sencillos oficiales
- "All Night", una colaboración con el DJ Noruego Matoma, fue lanzado como el primer sencillo del álbum el 14 de octubre de 2016. Llegó al número 24 en el Chart de Sencillos del Reino Unido y fue certificado oro en el país.[7]
- "Middle of the Night", una colaboración con el DJ danés Martin Jensen, fue lanzado como el segundo segundo del álbum el 28 de abril de 2017.[8] La canción debutó en el puesto 44 en el Chart de Sencillos del Reino Unido.
- "Shades On" - eso lo hará en la versión británica de Ralph Breaks the Internet cuando Vanellope la lleve a Oh My Disney.
- "Personal", una colaboración la cantante norteamericana Maggie Lindemann, fue lanzado como el primer sencillo de la versión "Day" del álbum el 13 de octubre de 2017.
- "Hair Too Long", segundo sencillo de la versión "Day" del álbum. Fue lanzado el 20 de abril de 2018.
- "Just My Type", tercer sencillo de la versión "Day". Fue lanzado el 15 de junio de 2018.

### Sencillos promocionales
- "Hands", una colaboración con el DJ Sueco Mike Perry y la cantante norteamericana Sabrina Carpenter lanzada el 19 de mayo de 2017.
- "It's a Lie", una colaboración con la cantante Argentina Martina Stoessel. Es un sencillo promocional solo en Latinoamérica
- "Too Good to Be True", una colaboración con el DJ Español Danny Ávila y el rapero norteamericano Machine Gun Kelly. Este es el primer sencillo promocional de la versión "Day". Fue lanzado el 2 de marzo de 2018.

## Giras
Para promocionar el álbum la banda se embarco en 3 giras
- Middle of the Night Tour: La primera etapa comenzó el 28 de abril de 2017 Sheffield, Inglaterra y terminó el 19 de mayo en Birmingham, Inglaterra. Esta parte recorrió el Reino Unido, Irlanda y Polonia, para cantar sus grandes éxitos y adelantos de lo que sería su tercer álbum Night & Day. En esta estrenaron "Middle of the Night" y 4 temas que aparecerían en el álbum: "Hands" "Paper Hearts" "Shades On" y "Time Is Not on Our Side", esta última no fue lanzada oficialmente hasta la versión "Day" del álbum. La segunda etapa comenzó el 17 de septiembre de 2017 en São Paulo, Brasil y terminó el 7 de noviembre en Ciudad de México, México. Esta parte recorrió Brasil, Argentina, Nueva Zelanda, Australia, Filipinas, Japón, Taiwán y México. En esta cantaron mayormente canciones de Night & Day debido a que el álbum ya había sido lanzado. Una tercera parte estaba prevista a ser llevada a cabo en febrero de 2018 en Sudáfrica pero fue cancelada.
- Night & Day: Up Close & Personal Tour: Esta mini-gira comenzó el 1 de julio de 2017 en Birmingham, Inglaterra y terminó el 11 del mismo mes en Londres, Inglaterra. En esta gira la banda canto el nuevo álbum "Night & Day" en su totalidad en formato acústico.
- Night & Day Tour: Esta gira comenzó el 14 de abril de 2018 en Sheffield, Inglaterra. Esta gira promociona el álbum Night & Day en sus ambas versiones, estrenando 2 nuevas canciones de la versión "Day": "Just My Type" y "Hair Too Long". Entre julio y septiembre la banda dio varios shows en festivales de Europa, y el 13 de septiembre de 2018 inició la segunda parte de la gira en Ciudad de México, México. La gira finalizara el 17 de noviembre de 2018 en Buenos Aires, Argentina.[9]
- Four Corners Tour: Esta gira comenzara el 27 de abril de 2019 en Plymouth, Inglaterra. Esta gira promociona la versión Day. Las primeras fechas fueron reveladas el 6 de julio de 2018, recorriendo el Reino Unido e Irlanda con más fechas a anunciarse próximamente.

## Lista de canciones
| Night & Day (Night Edition) – Estándar |                                                        | |                                                      |          |  |
| N.º                                    | Título                                                 | Escritor(es) | Productor(es)                                        | Duración |  |
| 1.                                     | «Middle of the Night» (con Martin Jensen)              | Ed Drewett · Matt Radosevich · Chris Wallace · Steve James · Martin Jensen · Anders Christiansen · Stephen Philibin                                                | Radosevich · James · Wallace · Jensen · Christiansen | 2:56     |  |
| 2.                                     | «All Night» (con Matoma)                               | Brad Simpson · James McVey · Connor Ball · Tristan Evans · Justin Franks · Daniel Majic · John Mitchell                                                            | DJ Frank E · Majic · Matoma                          | 3:17     |  |
| 3.                                     | «Hands» (Mike Perry con The Vamps y Sabrina Carpenter) | Ball · Evans · McVey · Simpson · Mike Perry · Rick Parkhouse · George Tizzard · Rachel Furner · Samuel Preston · Mikael Persson · Dimitri Vangelis · Andreas Wiman | Persson · Red Triangle · Vangelis · Wiman            | 2:46     |  |
| 4.                                     | «Same to You»                                          | Ball · Evans · McVey · Simpson · Svante Halldin · Jakob Hazell | Jack & Coke                                          | 3:35     |  |
| 5.                                     | «Paper Hearts»                                         | Ball · Evans · McVey · Simpson · Jacob Kasher · Justin Tranter · Phil Shaouy                                                                                       | Jack & Coke · Andrew Bolooki                         | 3:30     |  |
| 6.                                     | «Shades On»                                            | Ball · Evans · McVey · Simpson · Will Simms · Danny Shah | Radosevich · Simms                                   | 3:06     |  |
| 7.                                     | «It's a Lie» (con Tini)                                | Ball · Evans · McVey · Simpson | Simpson                                              | 3:14     |  |
| 8.                                     | «Stay»                                                 | Ball · Evans · McVey · Simpson · Franks · Joe O'Neill · Majic | The Vamps · Majic · DJ Frank E                       | 3:11     |  |
| 25:35                                  |                                                        | |                                                      |          |  |

| Night & Day (Night Edition / Digital / Brad Edition) |            |                                               |                 |          |  |
| N.º                                                  | Título     | Escritor(es)                                  | Productor(es)   | Duración |  |
| 9.                                                   | «My Place» | Ball · Evans · McVey · Simpson · O'Neill      | Evans · Simpson | 3:33     |  |
| 10.                                                  | «Sad Song» | Ball · Evans · McVey · Simpson · Simms · Shah | Simms           | 3:18     |  |
| 32:26                                                |            |                                               |                 |          |  |

| Night & Day (Night Edition) – Japan Edition |                                          | |                            |          |  |
| N.º                                         | Título                                   | Escritor(es)                                                                                         | Productor(es)              | Duración |  |
| 11.                                         | «All Around the World» (ft. Will Simms)  | Ball · Evans · McVey · Simpson · Simms · Jon Maguire · Rick Parkhouse · Roy Stride · Michael Orabiyi | Simms · Mike 'Scribs Riley | 3:27     |  |
| 12.                                         | «On My Way»                              | Ball · Evans · McVey · Simpson                                                                       | Ball                       | 3:03     |  |
| 13.                                         | «I Love Loving You» (ft. Joe Don Rooney) | McVey · Joe Don Rooney                                                                               | McVey                      | 3:20     |  |
| 35:25                                       |                                          | |                            |          |  |

| Night & Day (Night Edition) – James Edition |                                          |                                |               |          |  |
| N.º                                         | Título                                   | Escritor(es)                   | Productor(es) | Duración |  |
| 9.                                          | «I Love Loving You» (ft. Joe Don Rooney) | McVey · Rooney                 | McVey         | 3:20     |  |
| 10.                                         | «Higher»                                 | Ball · Evans · McVey · Simpson |               | 4:26     |  |
| 33:21                                       |                                          |                                |               |          |  |

| Night & Day (Night Edition) – Connor Edition |                                                   |                                                                           |               |          |  |
| N.º                                          | Título                                            | Escritor(es)                                                              | Productor(es) | Duración |  |
| 9.                                           | «On My Way»                                       | Ball · Evans · McVey · Simpson                                            | Ball          | 3:03     |  |
| 10.                                          | «Middle of the Night» (Rock Version) (ft. Sainte) | Drewett · Radosevich · Wallace · James · Jensen · Christiansen · Philibin | Ball          | 3:00     |  |
| 31:36                                        |                                                   |                                                                           |               |          |  |

| Night & Day (Night Edition) – Tristan Edition |                                         | |                            |          |  |
| N.º                                           | Título                                  | Escritor(es)                                                                                         | Productor(es)              | Duración |  |
| 9.                                            | «Come Grind with Me»                    | Simpson · Ball · McVey · Evans                                                                       |                            | 3:23     |  |
| 10.                                           | «All Around the World» (ft. Will Simms) | Ball · Evans · McVey · Simpson · Simms · Jon Maguire · Rick Parkhouse · Roy Stride · Michael Orabiyi | Simms · Mike 'Scribs Riley | 3:26     |  |
| 32:25                                         |                                         | |                            |          |  |

| Night & Day (Night Edition) / (Brad Edition) – DVD: Wake Up World Tour – Live from the O2 | |          |  |
| N.º                                                                                       | Título | Duración |  |
| 1.                                                                                        | «Intro» (No disponible en la versión digital)                                                                                               | 2:30     |  |
| 2.                                                                                        | «Rest Your Love» | 4:21     |  |
| 3.                                                                                        | «Cheater» | 3:40     |  |
| 4.                                                                                        | «Somebody to You» | 3:24     |  |
| 5.                                                                                        | «Medley: Kung Fu Fighting / Sorry / Stressed Out / Perfect / Can't Feel My Face / Stitches / Lean On» (No disponible en la versión digital) | 7:04     |  |
| 6.                                                                                        | «Intermedio: How We Started and Met» (No disponible en la versión digital)                                                                  | 2:26     |  |
| 7.                                                                                        | «Wild Heart» | 3:50     |  |
| 8.                                                                                        | «Windmills» | 3:25     |  |
| 9.                                                                                        | «Written Off / Risk It All» (Divididos en 2 videos en la versión digital)                                                                   | 4:03     |  |
| 10.                                                                                       | «Stay» | 2:55     |  |
| 11.                                                                                       | «I Found a Girl» (con Conor Maynard) | 3:20     |  |
| 12.                                                                                       | «Volcano» | 4:54     |  |
| 13.                                                                                       | «Intermedio: Hello from the CEO of Steady Records» (No disponible en la versión digital)                                                    | 2:39     |  |
| 14.                                                                                       | «Oh Cecilia (Breaking My Heart)» (con New Hope Club)                                                                                        | 5:03     |  |
| 15.                                                                                       | «Last Night» | 4:48     |  |
| 16.                                                                                       | «Can We Dance» | 5:15     |  |
| 17.                                                                                       | «Stolen Moments» | 6:33     |  |
| 18.                                                                                       | «Wake Up» | 6:50     |  |
| 1:17:00                                                                                   | |          |  |

| Night & Day (Day Edition) |                                                             | |                                                      |          |  |
| N.º                       | Título                                                      | Escritor(es) | Productor(es)                                        | Duración |  |
| 1.                        | «Just My Type»                                              | Simpson · Ball · McVey · Evans · Jacob Manson · Iain James · Tobie Tripp · Phil Plested · James Abrahart · Dale Anthoni · Alexander James                                                                |                                                      | 3:31     |  |
| 2.                        | «Hair Too Long»                                             | Simpson · Ball · McVey · Evans |                                                      | 3:26     |  |
| 3.                        | «Talk Later»                                                | Simpson · Ball · McVey · Evans · Manson · Pablo Bowman · Richard Boardman |                                                      | 3:01     |  |
| 4.                        | «Too Good to Be True» (con Danny Ávila & Machine Gun Kelly) | Parkhouse · Tizzard · Plested · Bryn Christopher · Richard Colson Baker |                                                      | 3:33     |  |
| 5.                        | «For You»                                                   | Simpson · Ball · McVey · Evans |                                                      | 3:15     |  |
| 6.                        | «What Your Father Says»                                     | Simpson · Ball · McVey · Evans · Benjamin Berger · Ryan Rabin · Ryan McMahon |                                                      | 3:25     |  |
| 7.                        | «Cheap Wine» (con Kriss Kross Amsterdam)                    | Simpson · Ball · McVey · Evans · Joren van der Voort · Parrish Warrington · Diederik van Elsas · Kimberly Anne · Adrian Roye · Yannis Constantinou · Mike Eyal Aljadeff · Jordy Huisman · Sander Huisman |                                                      | 3:00     |  |
| 8.                        | «Personal» (con Maggie Lindemann)                           | Simpson · Ball · McVey · Evans · Tizzard · Parkhouse · Furner · Preston · Nick Gale |                                                      | 3:13     |  |
| 9.                        | «Time is Not on Our Side»                                   | Oscar Görres, Oscar Holter & Sean Douglas |                                                      | 4:02     |  |
| 10.                       | «Pictures of Us»                                            | Shaouy · Halldin · Hazell · Kasher · Ammar Malik · Allie X |                                                      | 3:39     |  |
| 11.                       | «Middle of the Night» (con Martin Jensen)                   | Drewett · Radosevich · Wallace · James · Jensen · Christiansen · Philibin | Radosevich · James · Wallace · Jensen · Christiansen | 2:56     |  |
| 12.                       | «All Night» (con Matoma)                                    | Simpson · McVey · Ball · Evans · Franks · Majic · Mitchell | DJ Frank E · Majic · Matoma                          | 3:17     |  |
| 13.                       | «Hands» (Mike Perry ft. The Vamps y Sabrina Carpenter)      | Ball · Evans · McVey · Simpson · Perry · Parkhouse · Tizzard · Furner · Preston · Persson · Vangelis · Wiman                                                                                             | Persson · Red Triangle · Vangelis · Wiman            | 2:46     |  |
| 14.                       | «Same to You»                                               | Ball · Evans · McVey · Simpson · Halldin · Hazell | Jack & Coke                                          | 3:35     |  |
| 15.                       | «Paper Hearts»                                              | Ball · Evans · McVey · Simpson · Kasher · Tranter · Shaouy | Jack & Coke · Andrew Bolooki                         | 3:30     |  |
| 16.                       | «Shades On»                                                 | Ball · Evans · McVey · Simpson · Simms · Shah | Radosevich · Simms                                   | 3:06     |  |
| 17.                       | «It's a Lie» (con Tini)                                     | Ball · Evans · McVey · Simpson | Simpson                                              | 3:14     |  |
| 18.                       | «Stay»                                                      | Ball · Evans · McVey · Simpson · Franks · O'Neill · Majic | The Vamps · Majic · DJ Frank E                       | 3:11     |  |
| 59:39                     |                                                             | |                                                      |          |  |

| Night & Day (Day Edition) – Brad Edition |                     |                                |               |          |  |
| N.º                                      | Título              | Escritor(es)                   | Productor(es) | Duración |  |
| 8.                                       | «If I Was Your Man» | Simpson · Ball · McVey · Evans |               | 3:31     |  |
| 9.                                       | «Kiss»              | Simpson · Ball · McVey · Evans |               | 3:20     |  |
| 10.                                      | «Sometimes»         | Simpson · Ball · McVey · Evans |               | 3:39     |  |
| 59:15                                    |                     |                                |               |          |  |

| Night & Day (Day Edition) – Connor Edition |                |                                               |               |          |  |
| N.º                                        | Título         | Escritor(es)                                  | Productor(es) | Duración |  |
| 8.                                         | «Black & Blue» | Simpson · Ball · McVey · Evans · Joe Scoltock |               | 3:17     |  |
| 9.                                         | «Naked»        | Simpson · Ball · McVey · Evans                |               | 3:37     |  |
| 10.                                        | «Shivers»      | Simpson · Ball · McVey · Evans                |               | 3:03     |  |
| 58:42                                      |                |                                               |               |          |  |

| Night & Day (Day Edition) – Tristan Edition |                               |                                                                                           |               |          |  |
| N.º                                         | Título                        | Escritor(es)                                                                              | Productor(es) | Duración |  |
| 8.                                          | «My Life» (con New Hope Club) | Simpson · Ball · McVey · Evans · Shah · Reece Bibby · George Smith · Blake Richardson     |               | 3:26     |  |
| 9.                                          | «Juicy Fruit» (con Silentó)   | Simpson · Ball · McVey · Evans · Silentó                                                  |               | 3:50     |  |
| 10.                                         | «Sometimes It Rains in LA»    | Simpson · Ball · McVey · Evans · O'Neill · Nick Hodgson · Nathan Cunningham · Marc Sibley |               | 3:21     |  |
| 59:22                                       |                               |                                                                                           |               |          |  |

| Night & Day (Day Edition) – James Edition |                                  |                                                           |               |          |  |
| N.º                                       | Título                           | Escritor(es)                                              | Productor(es) | Duración |  |
| 8.                                        | «On Your Mind»                   | Simpson · Ball · McVey · Evans                            |               | 3:33     |  |
| 9.                                        | «Stumble Home» (con Lindsay Ell) | Simpson · Ball · McVey · Evans · Lindsay Ell              |               | 3:32     |  |
| 10.                                       | «Tequila»                        | Daniel Smyers, Jordan Kyle Reynolds & Nicolle Anne Galyon |               | 3:06     |  |
| 58:55                                     |                                  |                                                           |               |          |  |

| Night & Day (Day Edition) – DVD: Middle of the Night Tour – Live from the O2 |                                           |          |  |
| N.º                                                                          | Título                                    | Duración |  |
| 1.                                                                           | «Intro»                                   | 1:51     |  |
| 2.                                                                           | «Wake Up»                                 | 4:36     |  |
| 3.                                                                           | «Wild Heart»                              | 3:30     |  |
| 4.                                                                           | «Hands» (con Sabrina Carpenter)           | 3:28     |  |
| 5.                                                                           | «Somebody to You» (con Sabrina Carpenter) | 4:08     |  |
| 6.                                                                           | «Platinum Album Presentation»             | 3:04     |  |
| 7.                                                                           | «Paper Hearts»                            | 3:35     |  |
| 8.                                                                           | «Oh Cecilia (Breaking My Heart)»          | 3:57     |  |
| 9.                                                                           | «Shades On»                               | 3:31     |  |
| 10.                                                                          | «Time Is Not on Our Side»                 | 3:36     |  |
| 11.                                                                          | «Middle of the Night» (con Martin Jensen) | 3:45     |  |
| 12.                                                                          | «Risk It All»                             | 4:38     |  |
| 13.                                                                          | «Last Night»                              | 4:08     |  |
| 14.                                                                          | «Can We Dance»                            | 4:57     |  |
| 15.                                                                          | «Rest Your Love»                          | 4:19     |  |
| 16.                                                                          | «All Night»                               | 3:54     |  |
| 17.                                                                          | «End Credits»                             | 1:23     |  |
| 1:02:20                                                                      |                                           |          |  |

## Charts

### Night Edition (2017)
| Chart (2017)                    | Peak position |
| ------------------------------- | ------------- |
| Australia (ARIA)                | 22            |
| Austria (Ö3 Austria)            | 40            |
| Bélgica (Ultratop flamenca)     | 26            |
| Bélgica (Ultratop valona)       | 75            |
| Países Bajos (Album Top 100)    | 39            |
| Francia (SNEP)                  | 108           |
| Alemania (Offizielle Top 100)   | 85            |
| Irlanda (IRMA)                  | 6             |
| Italia (FIMI)                   | 74            |
| Japón (Oricon)                  | 109           |
| Nueva Zelanda (RMNZ)            | 3             |
| Polonia (ZPAV)                  | 15            |
| Escocia (Scottish Albums Chart) | 1             |
| España (PROMUSICAE)             | 17            |
| Suiza (Schweizer Hitparade)     | 88            |
| Reino Unido (UK Albums Chart)   | 1             |

### Day Edition (2018)
| Chart (2018)                    | Peak position |
| ------------------------------- | ------------- |
| Irlanda (IRMA)                  | 11            |
| Escocia (Scottish Albums Chart) | 1             |
| Reino Unido (UK Albums Chart)   | 2             |

### Year-end charts
| Chart (2018)      | Position |
| ----------------- | -------- |
| Reino Unido (OCC) | 95       |